# Kanton Recey-sur-Ource
Der Kanton Recey-sur-Ource war bis 2015 ein französischer Wahlkreis im Arrondissement Montbard, im Département Côte-d’Or und in der Region Burgund; sein Hauptort war Recey-sur-Ource.
Der 17 Gemeinden umfassende Kanton war 289,54 km² groß und hatte 2178 Einwohner (Stand: 1999).

## Gemeinden
| Gemeinde                | Einwohner | Code postal | Code Insee |
| ----------------------- | --------- | ----------- | ---------- |
| Beneuvre                | 101       | 21290       | 21063      |
| Bure-les-Templiers      | 150       | 21290       | 21116      |
| Buxerolles              | 37        | 21290       | 21123      |
| Chambain                | 39        | 21290       | 21129      |
| Chaugey                 | 13        | 21290       | 21157      |
| Essarois                | 93        | 21290       | 21250      |
| Faverolles-lès-Lucey    | 22        | 21290       | 21262      |
| Gurgy-la-Ville          | 46        | 21290       | 21312      |
| Gurgy-le-Château        | 61        | 21290       | 21313      |
| Leuglay                 | 380       | 21290       | 21346      |
| Lucey                   | 61        | 21290       | 21359      |
| Menesble                | 14        | 21290       | 21402      |
| Montmoyen               | 103       | 21290       | 21438      |
| Recey-sur-Ource         | 431       | 21290       | 21519      |
| Saint-Broing-les-Moines | 181       | 21290       | 21543      |
| Terrefondrée            | 60        | 21290       | 21626      |
| Voulaines-les-Templiers | 386       | 21290       | 21717      |